# Philippe Augier
Pour les articles homonymes, voir Augier.
Philippe Augier, né le 3 septembre 1949 à Paris, est un homme politique français.
Il est maire de Deauville depuis 2001 et président du Pari mutuel urbain de 2020 à 2022.

## Biographie

### Augier le Giscardien
Né à Paris, élevé à Colombes (Hauts-de-Seine), il passe ses vacances au haras de la famille Houyvet au Molay-Littry dans le Calvados. Titulaire d'une licence de droit à Nanterre, Philippe Augier s'engage auprès de Valéry Giscard d'Estaing au lendemain des événements de mai 1968, collaborant au livre de Michel Poniatowski, Les Choix de l’espoir. Entré comme secrétaire général adjoint au bureau des Jeunes giscardiens en janvier 1970, il s'y fait des amis dont Patrick Poivre d'Arvor et Michel Claris, puis accède à sa présidence moins d'un an plus tard.
Influencé par un voyage en 1972 durant lequel il suit la présidentielle américaine, il conduit les Jeunes giscardiens au sein de la campagne électorale en 1974. Son candidat élu à l'Élysée, il laisse la présidence des Jeunes républicains indépendants à Dominique Bussereau, le secrétariat général à Jean-Pierre Raffarin, pour devenir secrétaire national des Républicains indépendants, auprès de Michel Poniatowski et de Michel d'Ornano, et se porte candidat dans l'Orne, avec le soutien de ce dernier, aux élections législatives de 1981 contre le député sortant Daniel Goulet (RPR). Il est battu par ce dernier avec le score décevant de 10,76%.

### Commerce des Yearlings
Entré à l’Agence française de vente de pur-sang au début des années 1970, il en devient le directeur général en 1977 sur la proposition de son président Elie de Brignac, lui faisant prendre le virage de la modernisation des méthodes de ventes et l'internationalisation de la clientèle, le chiffre d'affaires passant de 30 millions de francs en 1977 à 230 millions en 1985. Après avoir créé en 1988, avec Michel Henochsberg, le Groupe de réflexion sur les courses (Greco), et devenu actionnaire de l'Agence française de vente du pur-sang, il succède en 1989 comme PDG à Bernard de Wildenberg. Il transforme l'Agence française de pur-sang en société anonyme Les Ventes de Deauville, reprise par Arqana – autour de l’Aga Khan – en se rapprochant d’une autre société de ventes de chevaux (Goffs France) et de la première maison française de vente aux enchères Artcurial.
Pendant trente ans, grâce à son action à la tête de cette société, Philippe Augier a fait des Ventes de Deauville l’un des grands rendez-vous internationaux du monde du cheval, parvenant à l’installer au troisième rang mondial.

### Maire de Deauville
Sollicité par la maire de Deauville Anne d'Ornano, il accepte en 1995 le poste de maire-adjoint chargé du tourisme, de la culture, de la communication et du Front de mer,,. En 1997, il crée le festival de musique classique de Pâques. Puis, il prend les rênes de la commune le 11 mars 2001, avec 68 % des voix. En 2002, il crée le Campus musical d'été rebaptisé ensuite Août musical.
Réélu aux municipales de 2008 avec 78,2 % des voix au premier tour, il devient président de la communauté de communes Cœur Côte Fleurie le 5 avril 2008. Il s'attelle à transformer « la presqu'île », une zone à l'abandon au sortir de la gare SNCF, en en un îlot moderne, dans lequel se côtoient résidences de luxe et restaurants et où prend place le nouveau Deauville Yacht Club (DYC) .
Partisan fervent de la réunification de la Normandie, il prend la tête d'une liste UDF aux élections régionales de 2004 en Basse-Normandie, et fait une campagne commune avec le leader centriste haut-normand, Hervé Morin . Lors du scrutin, Philippe Augier obtient seulement 9,26 % des voix au premier tour. Son refus de fusionner avec la liste de René Garrec (UMP) est interprété comme une hostilité envers ce dernier, et certains estiment qu’il a favorisé la victoire historique de la gauche menée par Philippe Duron. Ce choix lui est durablement reproché par la droite régionale, qui l’écarte ensuite de toute candidature en dehors de Deauville.
Élu président de France Congrès (Association des maires des grandes villes de congrès) en 2001, puis en 2008 et 2014, il crée en 2010 « Tourisme Seine Estuaire », qui fédère les professionnels et les institutionnels du tourisme de l’estuaire de la Seine, aujourd’hui intégrée à l’Association pour la création d’un pôle métropolitain de l’estuaire de la Seine.
Depuis 2001, il est président du centre international de Deauville.
Soutien de Nicolas Sarkozy, ce dernier, en 2008, président de la République, le charge d'une mission visant « à mieux exploiter les grands événements internationaux », qui donne lieu à un rapport .
En 2009, il est désigné par le Nouveau Centre chef de file pour les élections régionales en Basse-Normandie de mars 2010 où il obtiendra 40% des voix au second tour.
En septembre 2016, à la demande du président de la Région Normandie Hervé Morin, Philippe Augier s’investit dans la création d’une agence d’attractivité qui a pour but de valoriser les atouts de la Région et de créer une marque Normandie partagée par tous les acteurs économiques, culturels, sportifs. Il est élu président de l’Agence d’attractivité Normandie en 2017.
En 2017, Philippe Augier soutient la candidature d'Emmanuel Macron à la présidence puis il est choisi par le Premier ministre Édouard Philippe pour participer au Comité interministériel du tourisme, au sein duquel une mission «Réinventer le patrimoine» sur l’investissement touristique lui est confiée.
En mars 2020, il est réélu maire de Deauville avec 76 % des voix au premier tour.
En juin 2020, il devient président du PMU. En 2022, il est remplacé par Richard Viel.

## Vie familiale
Philippe Augier a été l'époux de Marielle de Sarnez et père de leurs deux enfants Justine (née en 1978) et Augustin (né en 1979). Ils divorcent en 1988.
Il a 3 autres enfants Emilie, César et Constantin.
Il est marié à Béatrice Beucher depuis 1998.

## Décorations
- Officier de la Légion d'honneur le 25 mars 2016, chevalier le 25 octobre 2003[20],[21]
- Commandeur de l'ordre national du Mérite (2023)[22]
- Officier de l'ordre des Arts et des Lettres (2020)[23]
- Marianne d'Or (2003, 2010, 2015 et 2020)

## Publications
Politique
- Philippe Augier et Louis Alexandre, Une ambition pour la Normandie : entretiens avec Philippe Augier, Paris, Plon, 2004, 130 p. (ISBN 9782259200578).

## Source
- Discours d'Anne d'Ornano pour la réception des insignes de chevalier de la Légion d'honneur par Philippe Augier en 2004 Reproduit sur le Blog vidéo de Jean-Michel Harel.